# Campeonato de España de Ciclismo en Ruta 1968
El LXVII Campeonato de España de Ciclismo en Ruta se disputó en Munguía (País Vasco) el 28 de julio de 1968 sobre 75 kilómetros de recorrido. El campeonato se disputó en formato de contarreloj. 
El ganador fue el por aquel entonces prácticamente desconocido Luis Ocaña que demostró sus dotes de gran contrarrelojista con una media de 42,95 km/h. El andaluz Antonio Gómez del Moral y el vasco Jesús Aranzabal completaron el podio. 

## Clasificación final
| Pos. | Ciclista                | Equipo | Tiempo    |
| ---- | ----------------------- | ------ | --------- |
| 1.   | Luis Ocaña              | Fagor  | 1h 45'27" |
| 2.   | Antonio Gómez del Moral | Kas    | a 2'39"   |
| 3.   | Jesús Aranzabal         | Fagor  | a 3'45"   |
| 4.   | Andrés Gandarias        | Kas    | a 4'28"   |
| 5.   | Vicente López Carril    | Kas    | a 4'30"   |
| 6.   | Gregorio San Miguel     | Kas    | a 5'21"   |
| 7.   | Eusebio Vélez           | Fagor  | a 5'28"   |
| 8.   | Sebastián Elorza        | Kas    | a 5'37"   |
| 9.   | Luis Pedro Santamarina  | Fagor  | a 5'57"   |
| 10.  | Manuel Martín Piñera    | Fagor  | a 7'02"   |